# Coccomyces farlowii
Coccomyces farlowii är en svampart som beskrevs av Sherwood 1980. Coccomyces farlowii ingår i släktet Coccomyces och familjen Rhytismataceae.   Inga underarter finns listade i Catalogue of Life.